# Дрэйтон, Пол
Отис Пол Дрэйтон (англ. Otis Paul Drayton; 8 мая 1939, Глен-Ков, Нью-Йорк, США — 2 марта 2010, Кливленд, Огайо, США) — американский спринтер, олимпийский чемпион 1964 года.

## Биография
В 1961 и 1963 гг. — чемпион Среднего запада (AAU) в беге на 200 м. В составе американской сборной в 1961 году установил мировой рекорд в эстафете 4×100 метров — 39,1 секунды, и в 1962 году повторил мировой рекорд на 200 метров — 20,5 секунды.
На Олимпийских играх в Токио (1964) выиграл серебряную медаль на дистанции 200 м и был в составе сборной США, победившей в эстафете 4×100 м с мировым рекордом 39,06 секунды.